# Хомченко, Юрий Родионович
Юрий Родионович Хомченко (14 ноября 1931, село Кладьковка, Нежинский район, Черниговская область, Украинская ССР, СССР — 7 июня 2018, Москва, Россия) — советский военачальник, генерал-лейтенант войск связи, в 1983—1987 гг. — начальник войск связи Сухопутных войск Министерства обороны СССР.
Почетный радист. Почетный гражданин Алексеевского района (2004 год).

## Биография
Родился в с. Кладьковка Нежинского района Черниговской области.
Окончил 10 классов средней школы в 1951 г. Работал в сельском хозяйстве, был бригадиром полеводческой бригады. Награждён медалью «За доблестный труд в годы Великой Отечественной войны» в 1946 г.
Обучался в школе младших радиоспециалистов Бронетанковых и Механизированных войск, преобразованный в Горьковское военное училище связи с 1951 по 1954 г. Окончил военное училище с отличием с занесением на Доску почёта училища и правом выбора места службы.
В 1962—1967 гг. — учёба в командно-инженерной академии связи им С. М. Будённого. В 1974 г. окончил Высшие академические курсы (ВАК) военной академии Генерального Штаба ВС СССР им. К. Е. Ворошилова. В 1986 году окончил экстерном Военную академию Генерального штаба Вооруженных сил СССР.
Службу (1954—1956 гг.) проходил в должности командира командира радиовзвода 108 гв. механизированного полка, командира учебного радиовзвода 5 отдельного танкового полка 34 мех. дивизии ОДВО.
В 1956—1959 гг. — начальник связи танкового батальона 86 танкового полка.
В 1960—1962 гг. — командир учебного радиовзвода — начальник связи учебного танкового батальона 86 МСД. Командир радиороты 165 ОБС 86 МСД 14А.
В 1967 г. — начальник штаба отдельного батальона связи ПКП ОДВО. В 1967—1968 гг. — командир 1122 ОРРБ (Р-404М) ОДВО.
В 1968—1974 гг. — заместитель командира, командир 15 отдельного армейского полка связи 14А, подполковник досрочно 1968 г.
В 1974—1975 гг. — начальник войск связи 14А, полковник досрочно 1975 г.
В 1975—1978 гг. — начальник войск связи Одесского военного округа. Генерал-майор.
Начальник войск связи Группа Советских войск в Германии. Начальник Управления связи штаба ГСВГ в 1978—1983 гг. Генерал-лейтенант.
В 1983—1987 гг. — начальник войск связи Сухопутных войск
Заместитель Начальника Главного штаба СВ генерал-лейтенант.
Скончался 7 июня 2018 года, похоронен на Алексеевском кладбище Москвы.

## Воинские звания
- Подполковник досрочно (1968)
- Полковник досрочно (1975)
- Генерал-майор войск связи (1977)
- Генерал-лейтенант войск связи (1978)

## Награды
- Медаль «За доблестный труд в Великой Отечественной войне 1941—1945 гг.» (1946)
- Орден Богдана Хмельницкого 3-й степени (1987)
- Орден Красной Звезды (1981)
- За службу Отечеству 3 ст и 2 ст 1975, 1981 гг.
- За воинскую доблесть 1 ст. 1987 г.
- Орден «Звезда» Афганистан 2007 г.

Международная Академия общественных наук
- Слава нации (Золотая Звезда) 2008 г.
- Слава Нации (Серебряная Звезда) 2006 г.
- Орден за Заслуги 2001, 2007 гг.

Национальный комитет общественных наград
- Орден Великая Победа 2007 г.
- Орден Святого князя Александра Невского 2007 г.
- Орден Петра Великого 1 степени 2008 г.
- Орден Маршала Жукова 2007 г.

Парламентский Центр комплексной безопасности Отечества
- За Заслуги с мечами 1ст. 2008 г.
- Трудовая Доблесть России 2008 г.
- Почетный Ветеран 2002 г.
- Орден За заслуги в войсках связи 2007 г.